# Ian MacDonald (critico musicale)
Ian MacCormick, noto con lo pseudonimo Ian MacDonald (3 ottobre 1948 – Wotton-under-Edge, 20 agosto 2003), è stato un critico musicale, paroliere e produttore discografico britannico, celebre soprattutto per il suo monumentale saggio sui Beatles e la loro musica, The Beatles. L'opera completa, che ripercorre in maniera dettagliata la storia delle registrazioni del gruppo, e per il libro The New Shostakovich, dibattuto studio sul compositore sovietico Dmitrij Šostakovič.
Assiduo collaboratore del New Musical Express, MacDonald fu anche uno dei maggiori artefici della riscoperta dell'allora dimenticato Nick Drake durante gli anni ottanta.

## Paroliere e produttore
Tra gli anni sessanta e gli anni settanta, McDonald ha scritto alcune delle canzoni dei Quiet Sun, band nella quale militavano il fratello Bill MacCormick ed il futuro chitarrista dei Roxy Music Phil Manzanera. Nel 1975, partecipa alla riunione del gruppo cantando nei cori dell'album Mainstream. Ritorna a scrivere i testi per Manzanera negli album Listen Now del 1977 e K-Scope del 1978. Nella title track di Listen Now, di cui scrive il testo, canta nel coro.
Nel 1990, fa la sua unica esperienza come produttore discografico dell'album Interior Design, nel quale venti musicisti interpretano le sue canzoni. Tra questi vi sono il sassofonista Mel Collins, ex dei King Crimson, e l'amico Phil Manzanera, la cui etichetta Expression Records pubblica l'album.

## Revolution in the Head
Nel suo libro The Beatles. L'opera completa (Revolution in the Head), pubblicato per la prima volta nel 1994, MacDonald analizza accuratamente ogni album pubblicato dai Beatles, e tutte le canzoni in essi contenute, soffermandosi particolarmente sul contesto storico nel quale furono scritte, riportando aneddoti e curiosità, analizzando infine i brani dal punto di vista della tecnica musicale. Lungi dall'essere un testo celebrativo, il libro è spesso critico anche nei confronti di brani molto famosi (è rimasta celebre la sua stroncatura del brano Helter Skelter). Grazie all'accesso ai nastri originali d'archivio garantito dalla EMI durante la stesura del libro, Revolution in the Head è ampiamente ritenuto uno dei testi fondamentali nell'analisi dell'opera dei Beatles.

## Morte
Nell'agosto del 2003, MacCormick si suicidò nella sua casa nel Gloucestershire a seguito di un lungo periodo di depressione. Aveva 54 anni. Prima di uccidersi, lasciò attaccato alla porta di casa un biglietto con scritto sopra di chiamare la polizia dopo il suo ritrovamento. Il corpo di MacCormick venne cremato e le ceneri consegnate alla famiglia.
Il brano Wish You Well sull'album di Phil Manzanera 6PM è un personale tributo a MacCormick.

## Opere
- (EN) The New Shostakovich (Oxford Lives), Oxford, Oxford University Press, 1991, ISBN 0-19-284026-6.
- I Beatles. L'opera completa, Milano, Mondadori, 1997  [1994], ISBN 88-04-42300-5.
- (EN) The People's Music : Selected Journalism, New York, Pimlico, 2003, ISBN 1844130932.